# Host de Berenguer II de Palou a Mallorca
La host de Berenguer Palou II a Mallorca fou alçada per Berenguer de Palou II, bisbe de Barcelona, a instàncies del rei Jaume I per a la Croada contra Al-Mayûrqa.